# Comando de Operações de Segurança Interna

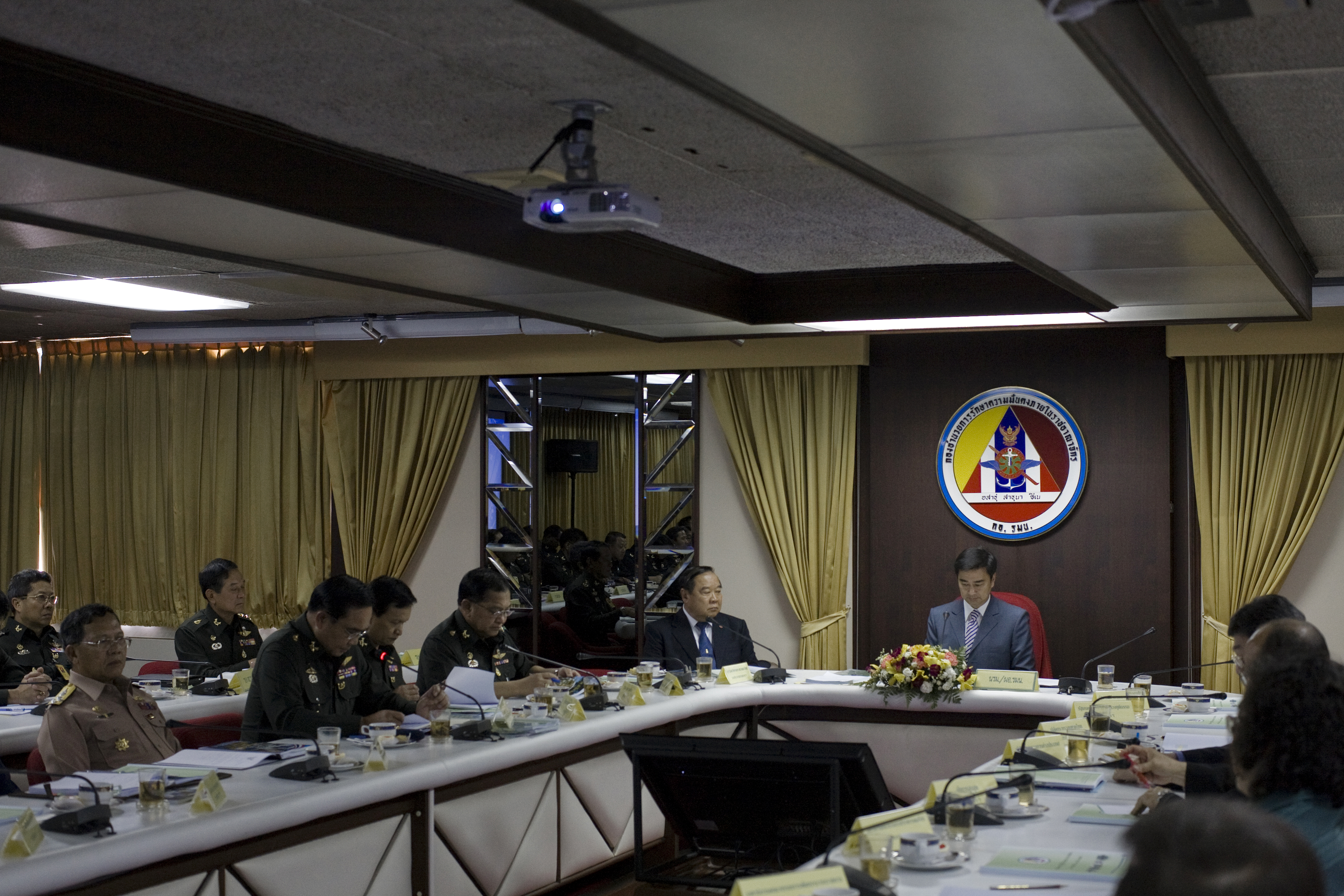
Reunião do ISOC com o primeiro-ministro Abhisit Vejjajiva em 2011

Comando de Operações de Segurança Interna (em inglês:  Internal Security Operations Command, ISOC ; em tailandês:  กองอำนวยการรักษาความมั่นคงภายในราชอาณาจักร) é o braço político das Forças Armadas Reais da Tailândia.
A organização foi responsável pela supressão de grupos de esquerda nas décadas de 1960 a 1980. Durante esse período, esteve implicada em atrocidades contra ativistas e civis. Após o fim da Guerra Fria foi empregada em diversas outras missões como o combate às drogas ou ao terrorismo, o controle da imigração ilegal, dentre outros. Atualmente desempenha um papel fundamental na luta contra a insurgência no sul da Tailândia. Formalmente, está colocada sob a autoridade do Gabinete do Primeiro-Ministro, porém está de facto sob o controle dos militares.
Em agosto de 2006 também esteve implicada em uma conspiração para assassinar o primeiro-ministro Thaksin Shinawatra quando o tenente Thawatchai Klinchana, o motorista do vice-diretor do Comando de Operações de Segurança Interna, Pallop Pinmanee, foi encontrado dirigindo um carro contendo 67 quilos de explosivos perto da residência do primeiro-ministro.
Depois que Thaksin foi deposto por um golpe de Estado em setembro de 2006, críticos apontam que a junta militar transformou o Comando de Operações de Segurança Interna em um "governo dentro de um governo", dando-lhe ampla autoridade sobre a Comissão Nacional Anticorrupção, o Departamento de Investigação Especial e o Escritório Antilavagem de Dinheiro.
Em junho de 2007, a junta militar aprovou um projeto de lei de segurança nacional que deu à organização amplos poderes para lidar com "novas formas de ameaças" ao país. A reformulação do Comando de Operações de Segurança Interna inspirou-se no Departamento de Segurança Interna dos Estados Unidos e deu à organização novos poderes abrangentes para permitir que seu chefe  implementasse medidas de segurança, tais como buscas sem necessidade de aprovação do primeiro-ministro.
A organização mantém um forte suporte ao regime militar tailandês e, segundo o cientista político Puangthong Pawakapan, constitui um "estado profundo". 